# 1877 en France
Chronologie de la France
- 1873
- 1874
- 1875
- 1876
- 1877
- 1878
- 1879
- 1880
- 1881

Cette page concerne l'année 1877 du calendrier grégorien.

## Événements
- 18 mars : le livret de famille est généralisé par une circulaire du Président du Conseil aux préfets[1].
- 4-30 avril : troisième exposition impressionniste rue Le Peletier à Paris[2].

- 4 mai : le gouvernement Jules Simon approuve la résolution de la Chambre des députés demandant la « répression des manifestations ultramontaines » des religieux catholiques pour le pape. Le président Mac Mahon marque publiquement sa désapprobation. Le « Discours sur les menées ultramontaines » de Léon Gambetta à la Chambre des députés (« Le cléricalisme ? Voilà l'ennemi ! »)[3].

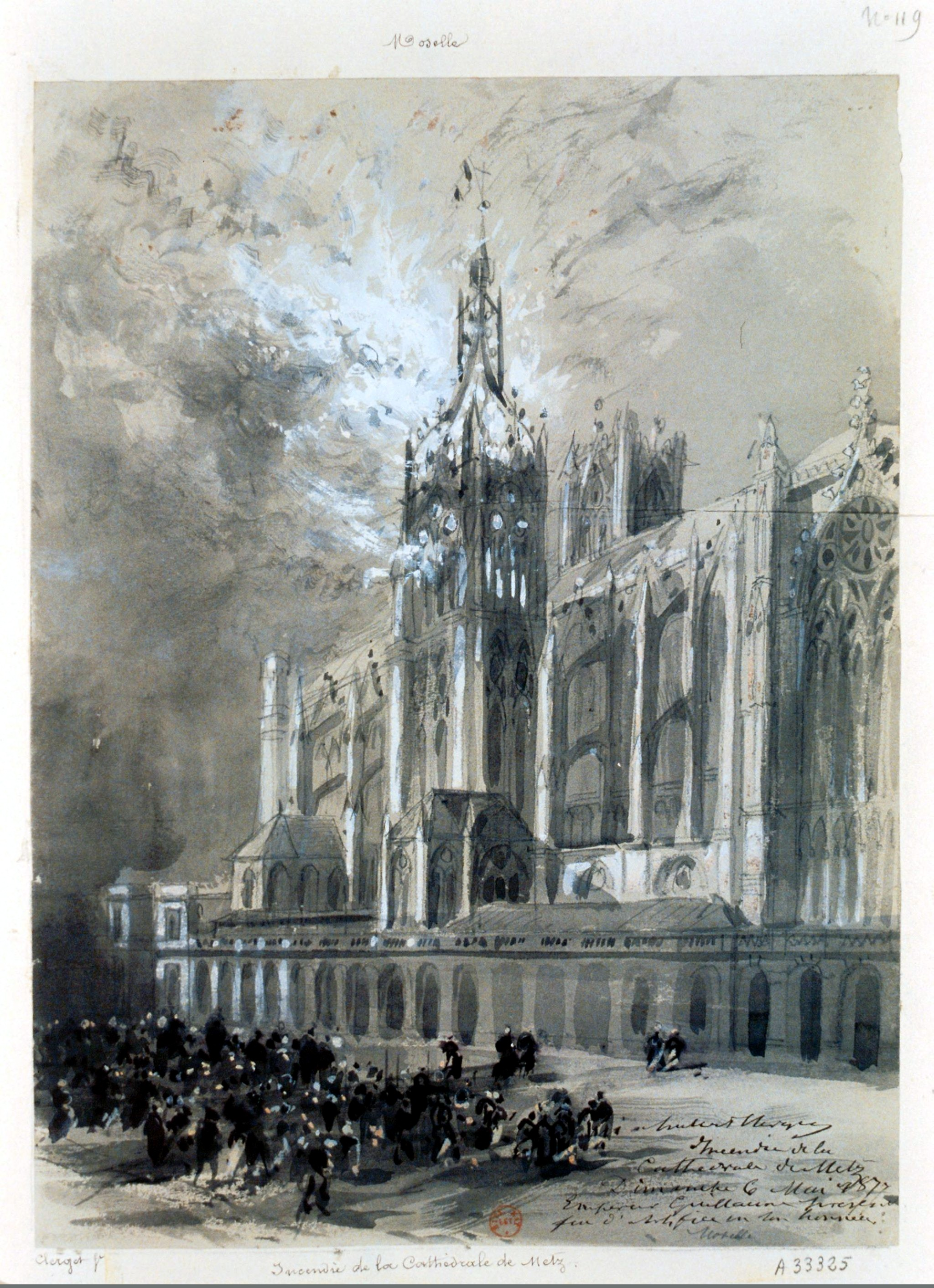
Incendie de la Cathedrale de Metz.

- 7 mai : incendie de la cathédrale de Metz provoqué par un feu d'artifice tiré en l'honneur de l'empereur Guillaume Ier[4].

- 15 mai : abrogation par la Chambre des députés du titre II de la loi du 29 décembre 1875 sur les délits de presse[5].
- 16 mai : « crise du 16 mai ». Le président du Conseil des ministres, Jules Simon est contraint à la démission. Le président Mac Mahon lui reprochait l'abrogation des lois de censure sur la presse et plus globalement la soumission du président du conseil aux républicains[3].
- 17 mai : Albert de Broglie forme un gouvernement de droite qui est refusé par la Chambre[6]. Le Sénat prend parti pour le nouveau ministère et récuse la décision de la Chambre dominée par les Républicains (fin le 19 novembre).
- 18 mai : Mac Mahon signe le décret ajournant les deux chambres du parlement pour un mois[7].
- 20 mai : les républicains signent le manifeste des 363 contre la politique de réaction et d’aventure de Mac Mahon[8].

- 16 juin : ouverture de la session du parlement. Le président Mac Mahon demande l'accord du Sénat pour dissoudre la Chambre des députés[7].
- 19 juin : la Chambre des députés vote par 363 voix contre 158 une motion de censure au gouvernement de droite, qui démissionne (démission immédiatement rejetée par le président)[9].
- 22 juin : le Sénat vote, par 149 voix contre 130, l'accord de dissolution de la Chambre des députés[10].
- 25 juin : Mac Mahon dissout la Chambre des députés après l'accord du Sénat[7].

- 10 août : traité avec la Suède pour la rétrocession à la France de l'île de Saint-Barthélémy approuvé par la Chambre des députés le 22 janvier 1878 après consultation de la population[11].
- 15 août : discours de Lille. Léon Gambetta lance au président Mac Mahon : « Il faudra se soumettre ou se démettre »[8].
- 16 août : première ascension de La Meije par Emmanuel Boileau de Castelnau avec le guide Pierre Gaspard et son fils, dernier pic inviolé des Alpes[12].

- 14 et 28 octobre : élections législatives. Avec une majorité moindre, les républicains envoient à la chambre 315 députés contre 199 pour les conservateurs[10]. Cette élection est un échec total pour Mac Mahon, qui envisage alors une nouvelle dissolution. Mais le refus du président du Sénat, le duc d'Audiffret-Pasquier, oblige le président Mac Mahon à reconnaître les limites des pouvoirs du président et accepter un gouvernement de républicain dirigé par Jules Dufaure et dans lequel un radical, Freycinet, obtient les Travaux publics.

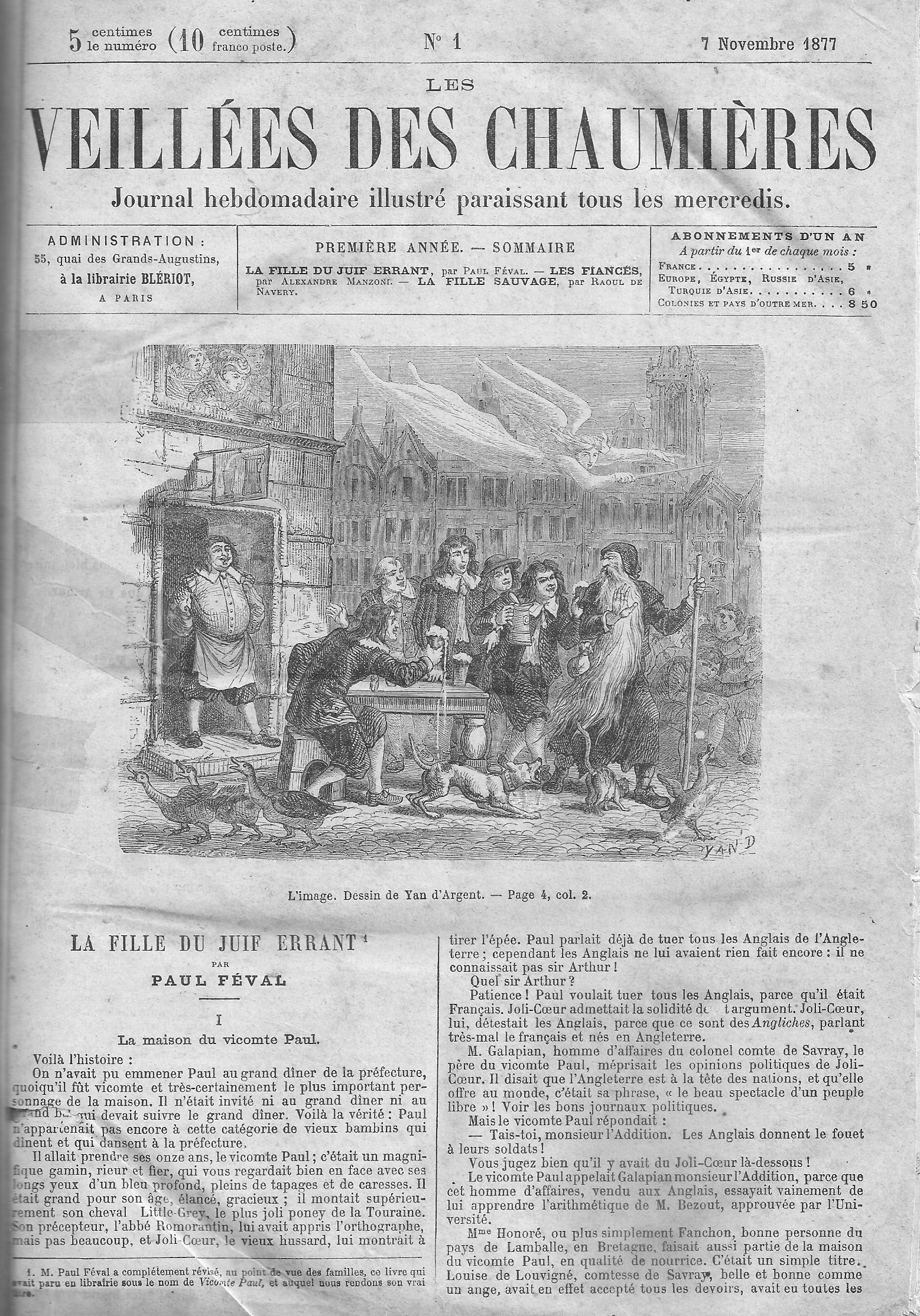
Les Veillées des chaumières du 7 novembre 1877.

- 7 novembre : premier numéro des Veillées des chaumières  hebdomadaire publiant des romans à épisodes[13].
- 18 novembre : Jules Guesde et Paul Lafargue lancent l'hebdomadaire L'Égalité, premier journal marxiste français[14].
- 19 novembre : démission du Gouvernement de Broglie[10].
- 23 novembre - 13 décembre : gouvernement Gaétan de Rochebouët[6]. Le président de la république, après avoir perdu la bataille des législatives, tente une dernière fois d'imposer un « gouvernement d'affaires », à tendance monarchiste, à la Chambre des députés (dominée par les républicains).
- 24 novembre : la Chambre refuse, par 325 voix contre 218, que Gaëtan de Rochebouët occupe le ministère de la guerre[15].
- 27 novembre-13 décembre : affaire du complot militaire ; le général de Rochebouët, sans majorité, envisage un coup de force pour maintenir le gouvernement de l'Ordre moral au pouvoir[16].
- 13 décembre : Gaétan de Rochebouët remet la démission du gouvernement au président Mac Mahon. Résigné, celui-ci nomme un républicain à la présidence du Conseil, actant de leur victoire aux élections d'octobre. Début du cinquième gouvernement Dufaure (fin le 4 février 1879)[6].
- 14 décembre : message du maréchal de Mac Mahon aux Chambres, qui accepte la « République parlementaire » et renonce à user du droit de dissolution[10].

## Naissances
- 14 janvier : Paul Bourillon, coureur cycliste français († 14 avril 1942).
- 20 janvier : Raymond Roussel, écrivain français († 14 juillet 1933).
- 26 janvier : Kees van Dongen, peintre français d'origine néerlandaise († 28 mai 1968).
- 17 février : André Maginot, homme politique français († 7 janvier 1932).
- 19 février : Louis Aubert, compositeur français († 9 janvier 1968).
- 21 mars : Maurice Farman, pionnier français de l'aviation († 25 février 1964).
- 7 mai : Jean-Bertrand Pégot-Ogier, peintre et dessinateur français († 2 octobre 1915).
- 9 mai : Morin-Jean, archéologue, peintre, graveur et illustrateur français († 9 mars 1940).
- 11 mai : Jeanne Baudot, peintre française († 27 juin 1957).
- 3 juin : Raoul Dufy, peintre français († 23 mars 1953).
- 11 juin : Renée Vivien, poétesse britannique de langue française († 18 novembre 1909 à Paris)
- 5 octobre : Annie Pétain, de son vrai nom Alphonsine Eugénie Berthe Hardon, née le 5 octobre 1877 à Courquetaigne (Seine-et-Marne), épouse de Philippe Pétain († 30 janvier 1962).

## Décès
- 27 février : Alfred-Édouard Billioray, personnalité de la Commune de Paris et peintre français (° 1er mai 1841).
- 24 mars : Léon Belly, peintre et orientaliste français (° 18 avril 1827).
- 24 avril : Jean-Baptiste Barré, sculpteur et peintre français (° 28 septembre 1804).
- 3 septembre : Adolphe Thiers, Président de la République française (° 15 avril 1797).
- 23 septembre : Urbain Le Verrier, mathématicien, astronome, météorologue et homme politique français (°11 mars 1811)
- 12 octobre : Prosper Barbot, peintre français (° 21 mai 1798).
- 25 octobre : Auguste Borget, peintre français (° 25 août 1808).
- 17 décembre : Louis d'Aurelle de Paladines, militaire français, général de division (° 9 janvier 1804).
- 31 décembre : Gustave Courbet, peintre français (° 10 juin 1819).